# Jaak Aaviksoo
Jaak Aaviksoo (ur. 11 stycznia 1954 w Tartu) – estoński fizyk i polityk, profesor, rektor Uniwersytetu w Tartu oraz Uniwersytetu Technicznego w Tallinnie, minister obrony od 2007 do 2011, następnie do 2014 minister edukacji.

## Życiorys
W 1976 ukończył studia w zakresie fizyki na wydziale fizyczno-chemicznym Uniwersytetu w Tartu, a w 1981 uzyskał stopień kandydata nauk w instytucie fizyki Estońskiej Akademii Nauk. W latach 1976–1992 był pracownikiem naukowym w tym instytucie. W 1992 został profesorem na Uniwersytecie w Tartu, gdzie w latach 1992–1995 pełnił funkcję prorektora, a w latach 1998–2006 rektora. Odbył szereg zagranicznych staży naukowych, pracował również jako profesor wizytujący w zagranicznych uczelniach (m.in. w Instytucie Maxa Plancka w Stuttgarcie, Uniwersytecie Osakijskim i VII Uniwersytecie Paryskim).
W latach 1995–1996 kierował resortem kultury i edukacji, a następnie ministerstwem edukacji. Był wówczas członkiem Partii Reform. W 2007 związał się z ugrupowaniem Isamaa ja Res Publica Liit, z ramienia którego uzyskał mandat deputowanego do Riigikogu. Zrzekł się miejsca w parlamencie w związku z objęciem w kwietniu 2007 stanowiska ministra obrony w rządzie Andrusa Ansipa. W 2011 ponownie wybrany do parlamentu, w kwietniu tego samego roku ponownie powołany w skład nowego gabinetu dotychczasowego premiera na urząd ministra edukacji i badań naukowych. Urząd ten sprawował do 26 marca 2014. W 2015 utrzymał mandat poselski na kolejną kadencję. Odszedł z parlamentu w tym samym roku w związku z powołaniem na rektora Uniwersytetu Technicznego w Tallinnie, którym zarządzał do 2020.

## Odznaczenia
- Order Herbu Państwowego IV klasy (2000)[4]
- Order Gwiazdy Białej II klasy (2006)[5]
- Krzyż Ligi Obrony I klasy[6]
- Order Narodowy Zasługi III klasy (Francja, 2001)[7]
- Order Trzech Gwiazd II klasy (Łotwa, 2009)[8]